# Bregninge-Bjergsted-Alleshave Sogn
Bregninge-Bjergsted-Alleshave Sogn er et sogn i Kalundborg Provsti (Roskilde Stift). Sognet blev oprettet 1. januar 2020 ved sammenlægning af Bregninge Sogn, Bjergsted Sogn og Alleshave Sogn.
I 1800-tallet var Bjergsted Sogn anneks til Bregninge Sogn. Begge sogne hørte til Skippinge Herred i Holbæk Amt. I 1928 blev Alleshave et kirkedistrikt i Bregninge Sogn. Bregninge-Bjergsted sognekommune inkl. kirkedistriktet blev ved kommunalreformen i 1970 indlemmet i Bjergsted Kommune, der ved strukturreformen i 2007 indgik i Kalundborg Kommune.
I Bregninge-Bjergsted-Alleshave Sogn ligger Bregninge Kirke, Bjergsted Kirke og Alleshave Kirke.

## Stednavne
I de tidligere sogne Bregninge og Alleshave findes følgende autoriserede stednavne:
- Alleshave (bebyggelse, ejerlav)
- Bregninge (bebyggelse, ejerlav)
- Bregningegård (bebyggelse)
- Dejvad (bebyggelse)
- Eskebjerg (bebyggelse, ejerlav)
- Eskebjerg Enghave (bebyggelse)
- Eskebjerg Vesterlyng (bebyggelse)
- Galtebjerg (bebyggelse)
- Gammelrand (bebyggelse, ejerlav)
- Hagendrup (bebyggelse, ejerlav)
- Højsted (bebyggelse, ejerlav), tidl. Rumperup[2][3]
- Højsted Overdrev (bebyggelse)
- Kaldred (bebyggelse, ejerlav)
- Kirkevang (bebyggelse)
- Kulbjerg (bebyggelse)
- Lille Bregninge (bebyggelse)
- Møllehuse (bebyggelse)
- Nyløkke (bebyggelse)
- Stormosen (bebyggelse)
- Sultenkrog (bebyggelse)
- Søvang (bebyggelse)
- Torpe (bebyggelse, ejerlav)

I det tidligere Bjergsted Sogn findes følgende autoriserede stednavne:
- Astrup (ejerlav, landbrugsejendom)
- Bjergsted (bebyggelse, ejerlav)
- Bjergsted Bakker (bebyggelse)
- Bjergsted Mark (bebyggelse)
- Grydemølle (bebyggelse, ejerlav)
- Skarresholm (bebyggelse)
- Snuderup (bebyggelse, ejerlav)